# Головенська волость
Головенська волость — адміністративно-територіальна одиниця Володимир-Волинського повіту Волинської губернії Російської імперії та Української держави. Волосний центр — село Головне.
Станом на 1885 рік складалася з 12 поселень, 6 сільських громад. Населення — 6923 особи (3473 чоловічої статі та 3450 — жіночої), 760 дворових господарств.
|                     | Площа, десятин | У тому числі орної, дес. |
| ------------------- | -------------- | ------------------------ |
| Сільських громад    | 10170          | 4303                     |
| Приватної власності | 102            | 32                       |
| Казенної власності  | 65             | —                        |
| Іншої власності     | 281            | 110                      |
| Загалом             | 10618          | 4445                     |

Основні поселення волості:
- Головне — колишнє державне село за 70 верст від повітового міста, волосне правління, 2886 осіб, 314 дворів, православна церква, школа, поштова станція, постоялий будинок, маслобійний завод.
- Нудиже — колишнє державне село, 1500 осіб, 181 двір, православна церква, 3 постоялих будинки.

Наприкінці ХІХ ст. до волості було приєднано ряд поселень (Городнє, Кукурики) ліквідованої Городненської волості, натомість село Нудиже відійшло до Згорянської волості.

## Під владою Польщі
18 березня 1921 року Західна Волинь відійшла до складу Польщі. Волость продовжувала існувати як ґміна Головно Любомльського повіту Волинського воєводства в колишніх межах. 
На 1936 рік ґміна складалася з 16 громад:
1. Бик — село: Бик;
2. Черемошна Воля — село: Черемошна Воля;
3. Головне — село: Головне та хутори: Гвіздець, Косань, Підтопілля, Стички, Ступа, Шезетинь і Зливець;
4. Городно — село: Городно, військове селище: Чеполоси та хутори: Бережниця, Цегельня, Дубина, Гребелька, Єрущина, Калинівка, Косовата, Косівець, Мокрий Бір, Лісок, Легунь, Липина, Ружицька, Стасів Кут, Сторончен, Смоляни, Теплиця, Заступя і Железниця;
5. Галиноволя — село: Галиноволя, хутір: Чабани та маєток: Галиноволя;
6. Язовиця — село: Язовиця;
7. Явірник — село: Явірник;
8. Кучани — село: Кучани та хутори: Будище, Мордосове, Новини, Ліщівка, Піски, Припець, Рублинець, Трубиця, Тернова, Вістрова, Вутинський, Варговець, Жидівський і Зджер;
9. Кукурики — село: Кукурики та маєток: Кукурики;
10. Кізі — село: Кізі;
11. Масловець — село: Масловець та хутори: Лужак і Малокуш;
12. Мшанець — село: Мшанець та хутори: Білева, Борок, Красне і Малкове;
13. Новосілки — село: Новосілки;
14. Стара Гута — село: Стара Гута та хутори: Багно, Дубина, Діброва, Кримниця, Клинів, Стара Гута, Козянка, Котилі, Кустичі Нові, Липів, Поторочі й Стиблі;
15. Сукачі — село: Сукачі та хутори: Босий Груд, Майдан, Прусаки, Підвівчарня, Підсад, Полик, Силукове, Смуга і Заслоки;
16. Скрипиця — село: Скрипиця.

Після радянської анексії західноукраїнських земель ґміна ліквідована у зв'язку з утворенням Головнянського району.